# Mesoleius scutellaris
Mesoleius scutellaris är en stekelart som beskrevs av Rudow 1886. Mesoleius scutellaris ingår i släktet Mesoleius och familjen brokparasitsteklar. Inga underarter finns listade i Catalogue of Life.